# 冬月號驅逐艦
冬月號驅逐艦（ふゆづき）是日本海軍秋月型驅逐艦的8號艦。

## 艦歷
二戰爆發前夕，各國海軍開始注意到空中武力對船艦的威脅已經到了不容忽視的地步，即便是「大艦巨砲主義」信徒的日本帝國海軍，也發現本軍所有大小艦艇，普遍有防空火力薄弱的問題。因此在1937年便計劃想仿效英國，將部分已服役的輕巡洋艦進行改裝，或直接設計新型的防空輕巡來提升艦隊的防空火力，但這個構想很快地就被海軍高層否決。因為當時日本海軍既有的輕巡，普遍有船身細長、可用空間不足的問題。而且在海軍高層眼中，輕巡洋艦的「正業」應該是在艦隊決戰中打水雷戰（魚雷戰）而不是去當防空護衛艦。最後便降格以求，將這個「防空直衛艦」的任務，交給驅逐艦挑大樑。
1938年7月，海軍艦政本部完成了防空直衛艦的設計初稿，其主要設計重點如下：
1.標準排水量2200噸
2.裝備4座100mm高平兩用砲高角砲（即高射砲，但為了跟陸軍一別苗頭，海軍刻意如此稱呼）及2挺防空機砲
3.最高航速35節、續航距離1萬海浬
4.新造艦不裝備任何魚雷發射管
但這個設計案送到海軍高層後，立刻引來強烈的抨擊，其中尤以「驅逐艦不裝魚雷」為最。高層要求新艦艇要安裝與陽炎級同等的魚雷酬載，但如果要滿足此般需要，單是油料酬載就需要1,200噸，而且以日本現有的造船技術，新造驅逐艦的排水量最後必定會超過4,000噸，其造船成本跟排水量幾乎等於新造一艘輕巡洋艦；最後雙方各自妥協，在1938年9月的修訂案中，將技術規格降低到最高航速33節、續航力8,000海浬、且加裝1具四連裝魚雷發射管，標準排水量則提高到2,350噸。
1939年4月，新型艦艇設計案正式定稿並列入「丸四計畫」－第四次軍艦補充計畫，並稱為「乙型驅逐艦」。同時再加裝了2組深水炸彈投擲器充實反潛戰力，標準排水量也再提高到2,700噸；由於乙驅的設計目的是艦隊防空，因此有別於傳統日本驅逐艦強調魚雷戰力，新造艦的設計完全朝向防空能力的發揮。稍後新造艦就以首艘開工下水艦艇的船名，命名為「秋月級」。這是日本海軍史上唯一的乙型驅逐艦，也是大戰中最受盟軍忌憚的日本軍艦之一。
冬月號是秋月級第8號艦，於1943年5月8日起工、次年1月20日下水，5月25日竣工服役。
冬月號服役時，日本戰局已是江河日下，為了盡早讓更多艦艇投入戰鬥，不少建造中的船隻都變更設計。冬月號便是其中之一，船身各部位形狀都簡化，並將艦橋略為放大，因此有些書籍或研究者就把冬月號及另外3艘同樣設計的艦艇另外獨立出來稱為「冬月級」，但多數觀點仍將冬月級視為秋月級的一部份。
冬月號初始被編入第11水雷戰隊擔任訓練艦，稍後隨著所屬單位轉為戰鬥部隊而投入作戰。10月12日雷伊泰灣海戰前夕，冬月號和姊妹艦霜月號護航輕巡大淀號從橫須賀前往大分，途中在御前崎市外海的遠州灘（日本特有詞彙，指風浪跟海象長年不佳，航行不一的水域）遭到美軍潛艇海參號（USS Trepang SS-412）襲擊，造成艦首受創，航速也降到14節。因此冬月號不得不在10月15日前往吳港海軍工廠大修，連帶也未能參與雷伊泰灣海戰。
11月18日，冬月號修復完成後，參與了對菲律賓呂宋島的運補作戰。但在運補作戰中除了再度遭到美軍潛艇攻擊受創之外，還因為惡劣海象與友艦涼月號（同為秋月級）發生擦撞意外。因此冬月號於12月底再度進入吳港大修。
1945年4月6日，修復完成重返戰列後，冬月號被編入第二水雷戰隊，參加了「天一號作戰」－日本海軍最後的作戰行動。4月7日，在隨著天一號作戰引發的坊之岬海戰中，冬月號被美軍艦載機擊傷第一鍋爐室和主砲射擊指揮所。當天傍晚，由於主力的大和號戰艦、矢矧號輕巡，以及多艘驅逐艦都被美機擊沉，接掌指揮權的第二水雷戰隊司令官古村啟藏少將下令殘存各艦（冬月號、涼月號、雪風號及初霜號）中止作戰，並在救起沉沒各艦的倖存船員後返航佐世保。
返航並修復受創部位後，冬月號隨著二水戰解散改隸屬於第31戰隊，並駐防於九州門司港負責關門海峽跟對馬海峽的警備及防空任務，直到大戰結束。
8月20日，日本投降5天後，冬月號在門司港內觸雷，造成船尾被毀並喪失航行能力。由於戰爭已經結束，因此冬月號只作了應急修理，繫留在門司港充當工作艦，協助除雷或維修復員運輸艦（投降後，尚可航行的日艦拆除所有武裝，並與殘存商船一起負責接運海外日僑及日俘回國，由第二復員省（原海軍省）人員操作跟管理）。
1948年5月，冬月號跟涼月號、柳號（桃級驅逐艦第4號艦）等艦一同被拖往佐世保，在將上層結構及船體隔間全部拆除後，空船殼被拖帶到北九州市的若松港（現為北九州港之一部）鑿沉坐底，並灌入水泥及沙土成為防波堤。迄今，這個「軍艦防波堤」仍健在，並且被日本土木學會（公益社團法人土木學會）列為「近代土木遺產2800選」之一。